# Župnija Maribor – Sveto rešnje telo
Župnija Maribor – Sveto rešnje telo je rimskokatoliška teritorialna župnija dekanije Maribor mariborskega naddekanata, ki je del nadškofije Maribor.

## Sakralni objekti
- Cerkev Svetega rešnjega telesa